# Jeon Hui-cheol
Jeon Hui-cheol (전희철?; Seul, 26 giugno 1973) è un ex cestista sudcoreano.

## Carriera
Con la Corea del Sud ha giocato le Olimpiadi del 1996 e i Mondiali 1994. Si è ritirato nel 2008 dopo aver giocato in Korean Basketball League con i Daegu Tongyang Orions, i Jeonju KCC Egis e i Seul SK Knights.